# Declan Quinn
Declan Quinn (irsky Deaglán Ó Cuinn; narozený 1957, Chicago, Illinois) je irsko-americký kameraman, držitel tří ocenění Independent Spirit Award za nejlepší kameru.

## Život a kariéra
Narodil se a vyrostl v illinoiském Chicagu jako jedno z pěti dětí. Sourozenci jsou herci, nejznámějším je Aidan Quinn. V mládí se rodina přestěhovala do Irska, do Spojených států se vrátil na vysokoškolská studia na Columbia College Chicago. V Dublinu se poté ve studiích Windmill Lane potkal s Bonem a U2 a zahájil svou kameramanskou kariéru natočením videoklipů a dokumentů pro skupinu U2: Unforgettable Fire (1984) a U2: Outside It's America (1987).
Pravidelně přijížděl do Spojených států, kde v roce 1989 nasnímal neo-noirové drama The Kill-Off. Na pěti projektech spolupracoval s režisérkou Mirou Nairovou včetně filmů Kámasútra, Bouřlivá svatba, Jarmark marnosti a Duševní slepota, která mu zajistila nominaci na Cenu Emmy za nejlepší kameru. Z dalších snímků pracoval na 2x4, za nějž získal Cenu pro kameramana 1998 na Sundance Film Festival, Vanya on 42nd Street, Leaving Las Vegas, Jediná správná věc, In America, Cold Creek Manor, Šťastlivci, Rachel se vdává či Soukromé životy Pippy Lee.
K roku 2010 žil v newyorském okresu Orange se ženou Ettou a čtyřmi dcerami.